# Hynov
Hynov je zaniklá obec, která měla pravděpodobně ležet na Litomyšlsku (okres Svitavy).

## Historie
Pramenem o historii obce je donační listina z roku 1167. V ní čteme, že obec Hynov měla z nařízení zakladatele litomyšlského kostela, knížete Břetislava, odvádět ročně kostelu 4 býky, 2 krávy a 4 ovce. Zprávy o vsi ze 14. století nemáme.

## Poloha
Hledání polohy Hynova je problematické vzhledem k nedostatku dalších informací. Většina badatelů ztotožňuje Hynov s Chýnovem na Táborsku, popř. s Hynčinou na Svitavsku. Karel Zelinka poukazuje na nepravděpodobnost této identifikace vzhledem k značné vzdálenosti od donátora a umisťuje obec do blízkosti trasy staré zemské cesty.